# Кинсберген, Ян Хендрик
Ян Хендрик ван Кинсберген (нидерл. Jan Hendrik van Kinsbergen; 1 мая 1735 — 24 мая 1819) — граф, адмирал голландской и русской службы.

## Биография
Ян Хендрик ван Кинсберген родился 1 мая 1735 года в городе Дусбург провинции Гелдерланд. Изучал навигацию и математику в Гронингене. С 1749 года служил на голландском флоте. 16 марта 1758 года произведён в лейтенанты. Служил на различных кораблях в плаваниях у Зунда и в Средиземном море. В 1762 году получил чин коммандера, в 1768 году — старшего коммандера. Плавал в Вест-Индию, к берегам Марокко и Португалии.
29 сентября 1771 года, благодаря протекции находившегося в Петербурге принца Генриха Прусского и посла Фридриха II графа Сольмса, поступил на русскую службу с чином капитан-лейтенанта. 31 марта 1772 года был произведён в капитаны 2-го ранга.
В 1772 году, в ходе русско-турецкой войны 1768—1774 годов, получил назначение в Дунайскую флотилию, где принял под командование галеот «Перемиреносец».
В 1773 году Ян Хендрик ван Кинсберген возглавлял эскадру Азовской флотилии. 23 июня 1773 года, командуя двумя новоизобретёнными кораблями, одержал первую победу русского флота на Чёрном море в сражении у Балаклавы.
30 июля 1773 года за сражение под Балаклавой Кинсберген был награждён орденом св. Георгия 4-й степени (№ 215 по списку Григоровича — Степанова, № 182 по списку Судравского)
За храбрость и мужество, оказанные в сражении с 52-пушечными неприятельскими кораблями и шебекою в 25 пушек, коих он повредил и обратил в бег.
23 августа 1773 года с эскадрой в составе 1 фрегата, 3 новоизобретённых кораблей и 2 палубных ботов обратил в бегство турецкий флот у Суджук-Кале.
В 1773—1774 годах командовал фрегатом «Второй», на борту которого участвовал в сражении в Керченском проливе.
26 ноября 1775 года Кинсберген получил свой второй орден св. Георгия, на этот раз 3-й степени (№ 48)
За храбрые и мужественные подвиги, оказанные в 773 году в победе над турецким флотом на Черном море у залива Сунджук-Кале.
В декабре 1775 года уволился с русской службы. В начале 1776 года вернулся на родину; плавал в Средиземном море. В июне 1776 года, несмотря на увольнение с русской службы, произведён в капитаны 1-го ранга. В декабре 1777 года за неявку на службу в срок был исключён из списков русского флота.

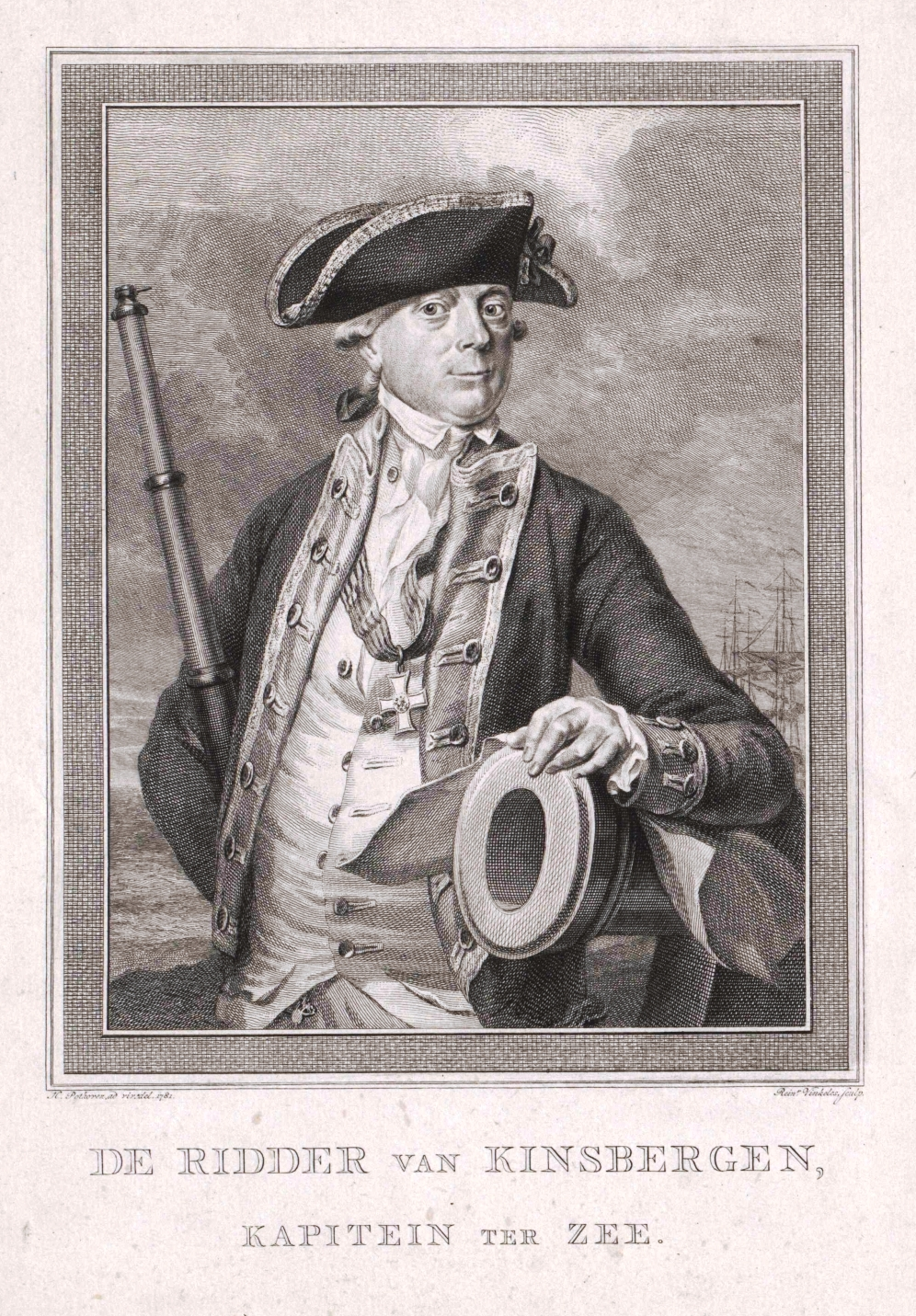
Я. Х. ван Кинсберген, 1781, в чине капитана 1 ранга

Командовал различными кораблями. В 1779 году ходил к берегам Африки и заключил договор с султаном Марокко.
С 1780 года командовал одним из кораблей эскадры адмирала Зутмана и 5 августа 1781 года принял участие в сражении при Доггер-банке.
В 1787 году князем Потёмкиным неоднократно поднимался вопрос о возвращении Кинсбергена в Россию: «Кинсберген нашей службе скорее всех здешних необходим для командования». По указанию Екатерины II непосредственные контакты с Кинсбергеном поддерживал, находившийся в то время в Западной Европе, вице-президент Адмиралтейств-коллегии граф И. Г. Чернышёв; но тот так и не смог вновь поступить на русскую службу, поскольку был вовлечён в политические события на родине.
В 1784 году произведён в контр-адмиралы, в 1791 году — в вице-адмиралы, в 1793 году — в полные адмиралы и возглавил военно-морские силы Голландии. Организовывал укрепление голландских портов против вторжения французов. После установления в 1795 году Батавской республики был лишён адмиральского звания и заключён в тюрьму, однако вскоре был освобождён (без восстановления в звании). Тогда же он покинул страну и поступил на датскую службу.

В 1806 году с воцарением Луи Бонапарта вернулся в Голландию. Луи Бонапарт возвёл его в графское достоинство под именем граф ван де Доггерсбанк (по битве 1781 года), даровал чины маршала и обер-камергером, а Наполеон I, после аннексии Нидерландов, в 1810 году, сделал сенатором. В это время император Александр I наградил Кинсбергена за службу в русском флоте орденами Святого Андрея Первозванного, Святого Александра Невского и Святой Анны 1-й степени.

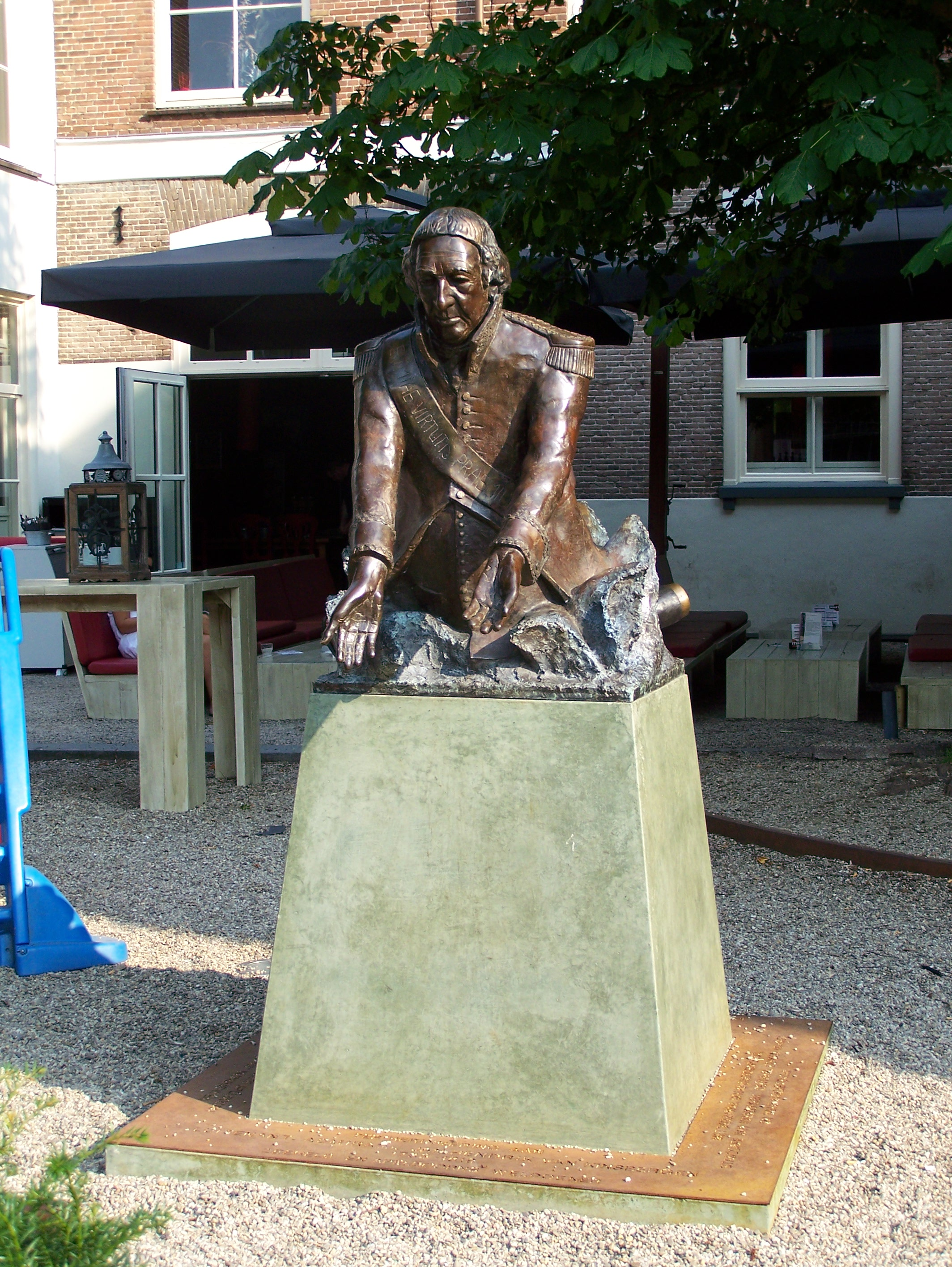
Бюст адмиралу в Апелдорне

После падения Наполеона Ян Хендрик ван Кинсберген был уволен со службы и поселился в городе Апелдорн провинции Гелдерланд в Голландии, где и скончался 24 мая 1819 года.
Находясь в Голландии ван Кинсберген написал несколько сочинений по военно-морскому делу. Его книга «Начальные основания морской тактики» была переведена в 1791 году на русский язык и издана в Санкт-Петербурге.
11 октября 1913 году наименование «Капитан Кингсберген» было присвоено строящемуся эсминцу Балтийского флота, переименованному 27 июня 1915 года в «Капитан 1-го ранга Миклуха-Маклай» (с 18 декабря 1918 года — «Спартак», со 2 января 1919 года в составе флота Эстонской республики под именем «Вамбола»). 23 августа 1933 года продан эстонским правительством республике Перу и под наименованием «Алмиранте Виллар» до 1955 года входил в состав её ВМС.

## Награды
- Орден Святого апостола Андрея Первозванного (Российская империя, 25 сентября 1808)
- Орден Святого Георгия 3-й степени (Российская империя, 26 ноября 1775)
- Орден Святого Георгия 4-й степени (Российская империя, 30 июля 1773)
- Орден Святого Александра Невского (Российская империя, 25 сентября 1808)
- Орден Святой Анны 1-й степени (Российская империя, 25 октября 1808)
- Орден Белого орла (Царство Польское)
- Орден Святого Станислава (Царство Польское)
- Орден Единства, большой крест (Голландское королевство, 1807)
- Военный орден Вильгельма, большой крест (Королевство Нидерланды, 8 июля 1815)